# Holopelus almiae
Holopelus almiae är en spindelart som beskrevs av Ansie S. Dippenaar-Schoeman 1986. Holopelus almiae ingår i släktet Holopelus och familjen krabbspindlar. Inga underarter finns listade i Catalogue of Life.